# Пачян, Арам
Арам Пачян (Севак Акопи Тамамян, 19 марта 1983 г., Кировакан, Армянская ССР, СССР.), современный армянский прозаик.

## Биография
Родился в 1983 году 19 мая, Ванадзоре, в семье медицинских работников. Отец — известный хирург Акоп Тамамян.
С 1999 по 2004 годы Пачян учился в Ереванском государственном университете на юридическом факультете. В 2002 году он был награждён Британским центром Восток-Запад и Центром сравнительного правоведения за активное участие в семинарах «Прецедентное право — Европейская конвенция о защите прав человека», организованных Британским центром Восток-Запад. [2003] Участвовал в Международном конкурсе имени Филипа Джессопа по защите женщин и детей во время гражданской войны, названном Американской ассоциацией адвокатов. В 2004—2006 годах служил в Вооруженных силах Армении. Рассказы и очерки регулярно публиковались в литературной прессе («Литературная газета», «Гретерт», «Да будет свет», литературный журнал «Нарцисс», литературный журнал «Инкнагир»). В 2008 был награждён премией Гретерт за «Прозрачные бутылки». В 2009 году Робинсон снова получил премию Гретерт за лучший рассказ. В 2009 году был удостоен премии литературно-художественного культурного журнала «Нарцисс» за рассказы «Работа, работа» и «Шахматный роман». В 2010 году он был удостоен ежегодной премии Гретерт за эссе «Actus Tragicus».
В 2010 Пачян был удостоен Молодежной премии президента РА за цикл рассказов, опубликованных в литературной прессе в 2009 году. ր.
В 2012 году вел авторскую программу «В библиотеке с Арамом Пачяном» на новостном радио 106.5.
В 2015 году «2013-14. За лучшие прозаические произведения» была удостоена премии литературного журнала «Андин».
В 2015 году «Центр креативных технологий ТУМО» провел курс письма и литературы.
По экспериментаторским неизданным текстам романа Арама Пачяна 22 февраля 2015 года в рамках «ДИЛИДЖАНСКОЙ КАМЕРНОЙ МУЗЫКИ» в США городе Лос-Анджелес в зале «Zipper Hall» прозвучало произведение «Фрагменты Пачьяна», написанное для вокалистов, скрипки и ударного инструмента швейцарским композитором Арамом Оганесяном.
В 2016 года Пачян снялся в голландском документальном фильме VPRO «Офлайн — новая роскошь (backlight VPRO)».
Выпускник Международной писательской программы 2018 г. в Университете Айовы, США.

## Книги
- Робинзон и 13 рассказов, Ереван, «Литературный эталон», 2010 г.
- До свидания, птаха (роман), Ереван, «Антарес», 2012 г.
- Робинзон, (рассказы), Ереван, «Антарес», 2012 г.
- Океан, (рассказы), Ереван, «Антарес», 2014 г.
- Робінзон, Львів, «Видавництво Старого Лева», 2015
- До свидания, птаха (роман) 2-е изд.), Ереван, «Стойка», 2017.
- До свидания, птаха, (роман), Лондон, «Glagoslav Publications», 2017:
- Океан, (рассказы) 2-е издание Ереван, «Антарес», 2018 г.
- Робинзон, (рассказы) 3-е издание, Ереван, «Паж», 2019
- До свидания, птаха, (роман) 3-е издание, Ереван, «Паж», 2019
- Довиждане, Птико (роман), София, «Парадокс», 2019

## Рассказы, эссе
- Венеция
- Грустные лодки
- Молитва для дожде!
- Последний день
- Прозрачные бутылки
- Робинзон
- Где ты, Лёв?
- Посол вашей страны
- Питер Хэндке. Уходящее одиночество
- Анатоль Франс. Гильотина для Гэмлена
- Нож Абова на будущее
- Три чтения. Памук, М. Армен де Бовуар
- Извини, Бруно
- Пабло Неруда. Последний армянский кондор
- Акоп Акопян. я здесь живу

## Рецензии
- Արամ Պաչյանի «Օվկիանոսը»
- Հիշելով գրողին. Արամ Պաչյանի «Օվկիանոս»-ում
- Արամ Պաչյանի «Օվկիանոս» պատմվածքների և էսսեների ժողովածուն
- Арам Пачян «Робінзон»
- Прозора робінзонада, або Шокована втеча з острова
- Постмодерна робінзонада Пачяна
- Пошуки острова Арама Пачяна
- Територія мрії
- Вірменський Кафка Арам Пачян — вперше в Україні
- Ամենացավոտ բարձրությունը
- «H o m o H i s t o r i c u s» is L o s t
- Այլ պատմություն. Պաչյանի «Ցտեսություն, Ծիտ» վեպը
- «Ցտեսություն, Ծիտ». բանակի զգացական շերտը
- Կարճ նախադասությունների անսահմանությունը